# 郭静云
郭靜云（英語：Olga Rapoport，1965年9月22日—），筆名Olga Gorodetskaya （俄语：Ольга Городецкая），汉学家，通過考古、藝術、文獻、古文字互補考證研究中國上古史及先秦歷史與文化。蘇聯科學院歷史學博士， 曾為國立中正大學歷史學系和研究所教授，现为南京大学苏州校区全球人文研究院长聘教授、博士生导师。猶太人，後來歸化以色列國籍和中華民國國籍。

## 生平
郭靜云出生於俄羅斯莫斯科。從1983年到1989年在職就讀於蘇聯美術院、繪畫、雕塑及建築大學藝術理論及歷史學系，1989年獲藝術史碩士學位，碩士論文為《漢代人像來源》。1989至1993年在職就讀於俄羅斯國家科學院東方學研究所，專業為世界古代文明文化，研究方向為中國上古文化。1993年獲得博士學位，博士論文為《春秋戰國時期文化中，“人”的角色變化》。攻讀碩博士期間，還曾先後在莫斯科大學、北京大學訪學和進修。讀書期間曾參加黑海考古隊，在克里米亞半島参加考古發掘。1982-1989年在蘇聯文化部國立普希金美術館工作，1989-1992年工作於蘇聯文化部國立東方民族藝術博物館。1993-2003年工作於俄羅斯國家科學院東方學研究所，歷任助理研究員、研究員。
2003年赴臺灣，先後在國立故宮博物院（專案特聘員）、國家圖書館漢學研究中心（訪問學人）、中央研究院歷史語言研究所（博士後研究人員）、華梵大學東方思想研究所（兼任副教授）、中央研究院中國文哲所（訪問研究員）等單位訪學和工作。2007-2008年任廣州中山大學教授、博士生導師。自2008年8月起擔任中華民國中正大學歷史學系副教授、教授，期間於2012-2015年受聘為廣州中山大學珠江學者講座教授，現為南京大學全球人文研究院教授。

## 獲獎與榮譽
- 臺灣教育傑出青年學者獎（2010年）
- 國立中正大學優良教師獎（2012年）
- 臺灣國家科學委員會獎勵大專校院特殊優秀人才（2013年）
- 廣東省珠江學者講座教授（2012-2015）

## 論著目錄

### 中文論著

#### 專著
1. 《親仁與天命：從《緇衣》看先秦儒學轉化成「經」》，臺北：萬卷樓圖書，2010年。
2. 《夏商周：從神話到史實》，上海：上海古籍出版社，2013年。
3. 《天神與天地之道：巫覡信仰與傳統思想淵源》，上海：上海古籍出版社，2016年。
4. 《考古偵探：解讀歷史就像閱讀推理小說，帶你踏查文明起源，思辨炎黃子孫、大禹治水是否神話傳說？（上、下冊）》，新竹：交通大學出版社，2018年。
5. 《商文明的信仰世界與傳統思想淵源 （页面存档备份，存于）》，上海：上海古籍出版社，2023年。

#### 期刊論文
1. 〈秦始皇帝稱號研究〉，《歷史文物》2005第2期，臺北：歷史博物館，頁78-83。
2. 〈由禮器紋飾、神話記載及文字論夏商雙嘴龍神信仰〉，《漢學研究》第二十五卷，第二期，臺北：國家圖書館，2007，頁1-40。
3. 〈論中西古代個人像藝術及其觀念〉，《考古學報》2007第3期，北京：中國社會科學院，頁267-294。
4. 〈甲骨文“下上若”祈禱占辭與天地相交觀念〉，《周易研究》2007第1期，濟南：山東大學，頁7-13。本文載：《複印報刊資料．中國哲學》2007年5期，北京：中國人民大學書報資料中心；《複印報刊資料．先秦史》2007年3期，北京：中國人民大學書報資料中心，頁2-13。
5. 〈秦始皇陶俑：墓俑或功臣肖像？〉，《中山大學學報》2008年1期，頁65-78；本文轉載：《高等學院文科學術文稿》 2008年2期，頁107-109。
6. 〈夏商神龍佑王的信仰以及聖王神子觀念〉，《殷都學刊》2008年1期，頁1-11。
7. 〈先秦易學的“神明”概念與荀子的“神明”觀〉，《周易研究》2008年3期，頁52-61；本文轉載：《複印報刊資料．中國哲學》2008年9期，北京：中國人民大學書報資料中心，頁38-46。
8. 〈墓俑育功臣像資間〉，《歷史文物》180-181期，2008年7-8期，頁62-71、76-85。
9. 〈試探西漢文官編修“天下之經”方法—以《緇衣》篇為例〉，《中國古中世史研究》第二十輯，2008年8月，頁253-285。（韓國）
10. 〈《緇衣》“君以民芒”原義之推論〉，《湖南大學學報》，2009年第2期，頁32-38；本文轉載：《複印報刊資料．先秦史》2009年4期，北京：中國人民大學書報資料中心，頁40-46。
11. 〈郭店出土《太一》：社會歸於自然天地之道（再論老子丙組《太一》書文的結構）〉，《中國出土資料研究》第13號，東京：東京大學中國出土資料學會，2009，頁41-61。
12. 〈《尚書‧呂刑》不同版本及其思想研究〉，《史學史研究》，2009年第2期，頁84-92。〈郭店楚簡《太一》四時與四季概念〉，《文史哲》，2009年第5期，頁20-26；本文轉載：《複印報刊資料．中國哲學》2009年11期，北京：中國人民大學書報資料中心，頁60-66。
13. 〈由商周文獻試論歷史時間觀念之形成〉，《臺灣師大歷史學報》第42期，2009年12月，頁1-19。
14. 〈“賢師”與“忠臣”：試探簡本《緇衣》第十至十一章的本意以及經本主題的來源〉，《國學學刊》，2009第4期，頁35-47。
15. 〈試論先秦儒家“ ”概念之來源與本意〉，《孔子研究》，2010年第1期，頁4-17。
16. 〈幽玄之謎：商周時期表達青色的字彙與其意義的演化〉，《歷史研究》，2010，第2期，頁4-24。
17. 〈史前信仰中神龍形象來源雛議〉，《中原文物》，2010年第3期，頁23-33，CSSCI，考古學一級，本文轉載于《殷都學刊》，2010年第3期，頁66-75。
18. 〈殷商的上帝信仰與“帝”字字形新解〉，《南方文物》，2010，第2期，頁63-67；本文首載於《中國文字博物館》2期，安陽：語文出版，2009，頁37-46。
19. 〈據出土的先秦《緇衣》版本再考證《都人士》逸詩的原文〉，《東華人文學報》，第17期，2010年7月，頁1-20。
20. 〈商周文獻中歷史觀念形成脈絡考〉，《歷史人類學刊》第八卷第二期，2010年10月，頁1－86。THCI Core
21. 〈從商周古文字思考“幹”、“坤”卦名構字──兼釋“ ”字〉，《周易研究》2011年2期，頁17－24。
22. 〈從考古史實推論殷商建國的情況〉，《古代文明研究通訊》第51期，2011年12月，頁39－43。
23. 〈古代亞洲的馴馬、乘馬與游戰族群──兼說殷商文明馬車的來源〉，《中國社會科學》，2012年第6期，頁184－204。
24. 〈楚簡《緇衣》的“謹言慎行”論——第十五至十六章的本意考〉，《學術研究》，2013年第1期，頁87－96。
25. 〈殷周王關係研究〉，《考古與文物》，2013年第2期，頁53－68。
26. 〈殷商統治者屬外來的人種──試論在中華文明形成階段中族群的多元性〉，《歷史人類學刊》第十一卷第二期，2013年10月，頁1－21。
27. 〈江南對虎神的崇拜來原──兼探虎方之地望〉，《湖南大學學報》，2014年第2期，頁5－14。
28. 〈從新石器刻紋白陶和八角星圖看平原與山地文化的關係〉（與郭立新合著），《東南文化》，2014年第4期，頁6—15。
29. 〈論稻作萌生與成熟的時空問題〉（與郭立新合著），《中國農史》，2014年第5—6期，頁3—13；3—13。
30. 〈商周虎方和盧方：兩國空間範圍考〉，《南方文物》，2014年第4期，頁101—107。
31. 〈重新思考“壽”字來源與字形結構〉，《中國國家博物館館刊》，2015年第1期，頁59─64。

#### 不定期的學刊論文
1. 〈甲骨文中“神”字的雛型及其用義〉，《古文字研究》二十六輯，北京：中華書局，2006，頁95-100。
2. Портрет как мировоззрение и невербальная изобразительная история（肖像概念，視覺性的歷史記載）. Восток-Запад историко-литературный альманах: 2005–2006 （東—西：歷史與文學）М.:Издательская фирма «Восточная литература» （莫斯科：東方文學），2006，頁150－170（俄文）。
3. 〈《郭店楚簡．太一生水》與《上海博物館竹簡．恒先》中造化三元概念〉，武漢大學簡帛研究中心主編，《簡帛》第二期，2007，上海：上海古籍出版社，頁167-192。
4. 〈先秦自然哲學中“天恒”觀念：竹簡《太一》與《恒先》論及宇宙源頭〉，《儒家文化研究》第一輯，北京：三聯書店，2007，頁357-375。
5. 〈“神明”考〉，中華孔子學會，《中國儒學》叢刊第一輯，北京，商務出版社，2007，頁427-434。
6. 〈甲骨、金、簡文“ ”字的通考〉，《古文字研究》二十七輯，北京：中華書局，2008，頁135-140。
7. 〈由《緇衣》看討先秦與西漢儒家觀點之異同────以簡本第二至四章為中心〉，《中國經學》第4輯，桂林：廣西師範大學出版社，2009年，頁53-90。
8. 〈楚簡《緇衣》論刑、親民和靈命之問題〉，《中國經學》第5輯，2009年，頁137-174。
9. 〈由商周文字論“道”的本義〉，《甲骨文與殷商史》新一輯，2009，北京：線裝書局，頁203-226。。
10. 〈論“肖像”藝術的主題——試探跨越文化之定義〉，《意象》第三期，北京：北京大學出版社，2009年9月，頁135-176。
11. 〈Ханьская эстетика（漢代美感與美學）〉，《Человек и культура востока（東方人與文化）2008》，М.: ИДВ РАН（莫斯科：遠東研究所），2009，頁15-20（俄文）。
12. 〈由竹簡《緇衣》論戰國時期歷史語言的問題〉，《簡帛研究2007》，2010年4月，頁6-21。
13. 〈釋甲骨文“ ”字〉，《古文字研究》二十八輯，北京：中華書局，2010，頁41。
14. 〈殷商王族祭日與祖妣日名索隱〉，《甲骨文與殷商史》新二輯，上海古籍，2011年，頁47－76。
15. 〈“大禾方鼎”尋鑰──兼論殷商巫覡的身分〉，《藝術史研究》第13輯，2011年，頁75－112。
16. 〈先秦竹書與萬世之經〉，《傳統中國研究集刊》第九、十輯，2012年，頁138－149。
17. 〈釋楚簡“ ”、“ ”、“ ”和“ ”字〉，《簡帛語言文字研究》第六輯，2012年，頁1－15。
18. 〈Происхождение концепции «Дао» на основании данных палеографии （從古文字論“道”概念之起源）〉，《Человек и культура востока（東方人與文化）2010》，М.: ИДВ РАН（莫斯科：遠東研究所），2012年，頁37－64（俄文）。
19. 〈甲骨文“ ”、“ ”、“ ”字考〉，《甲骨文與殷商史》第三輯，上海：上海古籍出版社，2013年，頁197－221。
20. 〈商文明夔龍饕餮神紋來源之謎〉，《藝術史研究》第15輯，2013年，頁29－76。
21. 〈戰國秦漢出土文獻“ ”字通考〉，《簡帛研究2011》，廣西師範大學出版社，2013年，頁50－59。
22. 〈試釋“虎 ”——兼論老虎為殷王室保護神的作用〉，《甲骨文與殷商史》第四輯，上海：上海古籍出版社，2014年，頁97－105。

#### 嚴格審查制度的學術專書論文
1. 〈論“ ”、“ ”、“微”、“媺”、“美”字的關係〉，黃德寬、張光裕主編。《中國古文字論稿》合肥：安徽大學出版社，2008，頁391-396。
2. 〈從《總物流形》第一章釋詁論戰國末期道教祭辭的萌芽〉，《出土資料と漢字文化圈》，東京：汲古書院，2011年，頁（73）－（96）。

#### 真實發表的會議論文集
1. 〈肖像定義與其範圍輪廓〉，《位格和個人概念在中國與西方》輔仁大學華裔學志叢書《Monumenta Serica》，臺北：輔仁大學出版社，2006，頁605-655。
2. 〈道家『神明』觀〉，《道文化國際學術研討會論文集》，高雄：高雄師範大學，2006年5月，頁153-168。
3. 〈由簡本與經本《緇衣》的異同論儒家經典的形成〉，《第五屆中國經學研究會國際學術研討會》，臺北：國立政治大學中文學系，2009，頁301-326。
4. 〈“ ”與“禦”：論二字在商周語文中的涵義以及其在戰國漢代時期的關係〉，《語言文字與教學的多元對話》，台中：東海中文系，2009，頁343-357。
5. 〈《總物流形》第一章釋詁──兼論其文章屬性及戰國末期道教的萌芽〉，《語言文字與文學詮釋的多元對話》，台中：東海大學，2011，頁107－154。
6. 〈殷商自然天神的崇拜〉，中國社會科學院考古研究所編，《殷墟與商文化──殷墟科學發掘80周年紀念文集》，北京：科學出版社，2011年，頁520－548。
7. 〈語言與文字：試論殷商文字之發源與形成〉，張光明、徐義華編，《甲骨學暨高青陳莊西周城址重大發現國際學術研討會論文集》，濟南：齊魯書社，2014年

#### 其他
1. 〈閱讀《恒先》〉，簡帛研究網2008.07.25[永久]
2. 〈《恒先》補考二則〉，簡帛網2011/03/07 （页面存档备份，存于）
3. 〈學術由問題始，“學科”不過是方法〉，《中國社會科學報》2013年12月30日
4. 〈透過亞洲草原看石峁城址〉，《中國文物報》2014年1月17日
5. 〈北緯32°：亞非古文明起源猜想〉，《中國社會科學報》2014年3月19日
6. 〈中華文明起源新論：長江流域是中原文明發祥地〉，《中國社會科學報》2014年7月14日
7. 〈自然地理的“中原”與政治化的“中原”概念〉，《中國文物報》2014年8月12日

#### 會議論文集（會議內用）
1. 〈中國禪宗是否影響蘇菲文化？〉，“第十三屆國際佛學研討會論文集”，臺北：華梵大學2006年10月。
2. 〈魚絲與法索：楚簡《緇衣》第十四章本旨鉤沈〉國立臺灣大學文學院，第四屆中國經學國際學術研討會，2011年3月
3. 〈甲骨文用辭及福佑辭〉，《出土文獻研究視野與方法研討會》，臺北：國立政治大學中國文學系，100年6月11日。
4. 〈呂太后受命！──西漢史官對天命所闡述及所隱藏〉，《第八屆漢代文學與思想國際學術研討會論文集》，2011，10月。
5. 〈東北拜虎族群的活動及對殷周文明的影響〉，“王懿榮甲骨學國際學術研討會”2014年8月。
6. 〈從碳十四數據看盤龍城的年代及其與二裡頭、鄭、偃三城的關係〉，“盤龍城與長江文明國際學術研討會‬”，2014年12月（與郭立新合著）。

### 俄文論著（1989-2005）

#### 專著
1. Зарождение портрета в Китае — дипломная работа. Ленинград, 1989 《漢代人像來源》，蘇聯美術院附設繪畫、雕塑及建築大學•藝術理論及歷史系，碩士論文。
2. "Человек" в историческом процессе древнего Китая VIII¬—III вв. до н.э. （《春秋戰國歷史過程中，“人”概念的變化》）Москва, ИВРАН（莫斯科：東方學研究所）（博士論文）。
3. В.Манухин, А.Кобзев, В.Таскин, Б.Рифтин, Д.Воскресенский. Цзинь, Пин, Мэй, или Цветы сливы в золотой вазе. Т.1, 2, 3. (Участие в переводе, научной подготовке текста, сверке с оригиналом и редактуре перевода. Примечания. Перевод и обработка стихов) － Иркутск: Улисс，1993  與V.Manuhin, A.Kobzev, V.Taskin, B.Riftin, D.Voskresenskiy 合著，《《金瓶梅》譯注 》１－３冊，1993。
4. Цветы сливы. Китайская любовная лирика. Поэтический перевод и комментарии （《梅花：中國宋明樂府譯注》）СПб.: Нева – М.: Олма-пресс（聖彼德堡）2000。
5. Бо Син-цзянь （《唐白行簡著作譯注》）М.: Наталис 莫斯科2003。

#### 期刊論文
1. Китайский эрос: загадки и парадоксы (в соавторстве с А.Кобзевым) － Азия и Африка сегодня. М.: Наука，1992，№ 7  〈中國性文化謎語及奇論〉，與A.Kobzev合著，《現今亞洲與非洲》學術月刊，№ 7（1992）。
2. Культурный феномен древнего Чу. Истоки китайской живописи － Восток. М.: Наука，1993，№ 1 〈楚國文化現象，中國繪畫來源〉，《東方》學術雙月刊，№ 1（1993）。
3. Портретная идеализация в культурах Востока и Запада－ Проблемы Дальнего Востока. М.: Наука，1993，№ 4 〈東西肖像中的理想化方法〉，《遠東問題》學術雙月刊，№ 4（1993）。
4. Чжан Хэн. Ода возвращению к полям （〈張衡《歸天賦》譯注〉）Орфей. Литературный альманах，（《文學年刊》莫斯科）2001，№1， 頁1-5。
5. Хуан ши нюй бао цзюань (“Драгоценный свиток о праведной Хуан”) (Вступительная ст., поэтический пер., комментарии)（〈《皇氏女寶菤》譯注〉）Восток. М.: Наука（《東方》學術雙月刊）2002，№ 2，頁145-158。
6. Поэтика иероглифа （〈漢字詩學〉）Восток М.: Наука（《東方》學術雙月刊），2002，№ 6，頁5-24。
7. «Лицо», «личность» и « портрет» на Западе и Востоке. (Соотношение понятий и явлений)（〈東西方文化中“臉”、“人身”和“肖像”辭彙的概念與現象之比較〉），Проблемы Дальнего Востока. Философия. М.: Наука（《遠東問題》學術雙月刊，哲學，莫斯科：科學出版社）2003，№ 3，頁135-147。
8. Запад – Восток. Формирование портрета в Китае и других культурах мира（〈西－東：中國與其他古代文明中，肖像的形成〉），Восток. М.: Наука（《東方》學術雙月刊，莫斯科：科學出版社）2003，№ 4，頁30-42。
9. Путь смертного – полюбить смерть（先秦道家對死亡的概念），Восточная коллекция（《東方典藏》學術季刊，莫斯科：國家中央圖書館），2004，№ 1頁31-38。
10. Первый снег на Янцзы（〈趙幹〈江行初雪圖〉〉），Восточная коллекция（《東方典藏》學術季刊，莫斯科：國家中央圖書館），2004，№ 2，頁9-17。
11. Лики Шан/Инь (Китай, II тыс. до н.э.)（商代對人面與獸面的崇拜），Вестник древней истории. М: Наука（上古史季刊）莫斯科：科學出版社，2005，№ 1，208-219。
12. Дух и тело в погребальных традициях Чжоу X—III вв. до н.э.（周代喪禮中屍體與魂魄），Проблемы Дальнего Востока. Философия. М.: Наука《遠東問題》學術雙月刊，哲學）莫斯科：科學出版社，2005，№ 2，頁133-143。

#### 論文集論文
1. 〈Концепция древнеегипетского портрета〉，《Сборник студенческих работ Академии Художеств》，1985 〈古埃及肖像概念〉，《蘇聯美術院青年學者論文集》，1985。
2. 〈К вопросу у датировке Аменхотеп и Реннаи〉，《Труды ГМИИ им. А.С.Пушкина》，1986 〈普希金美術館收藏之Amenhotep 與Rennai木俑年代考訂〉《國立普希金美術館年刊》，1986。
3. Искусство «весеннего дворца － Китайский эрос. М.: Квадрат，1993 〈春宮畫〉，《中國古代情色文化》，1993。
4. Несколько слов об иллюстрациях к роману «Цзинь, Пин, Мэй» － Китайский эрос. М.: Квадрат，1993，〈《金瓶梅》插圖研究〉，《中國古代情色文化》，1993。
5. Дэ как энергетическая потенция китайского императора и его империи в символах ицзинистики и образах искусства）－ От магической силы к моральному императиву: категория дэ в китайской культуре. М.: Наука，1998 〈中國皇帝與帝國之“德”在易學象徵上以及藝術上的表現〉，《中國文化中“德”的概念》，1998。

#### 會議論文集論文
1. Глиняная армия империи Цинь － XXI научная конференция «Общество и государство в Китае». Ч.1. М.: Наука，1990 〈秦始皇兵馬俑〉，《第21屆“中國社會與國家”學術研討會論文集》，1990。
2. Портреты великих императоров с точки зрения теории энергетического восполнения власти через инь － XXIII научная конференция «Общество и государство в Китае». Ч.1. М.: Наука，1991 〈帝王像與采陰補陽理論〉，《第23屆“中國社會與國家”學術研討會論文集》，1991。
3. Об истоках формирования портрета в Китае － XXIV научная конференция «Общество и государство в Китае». Ч.1. М.: Наука，1993 〈中國肖像來源〉，《第24屆“中國社會與國家”學術研討會論文集》，1993。
4. Хронология и анахронизма романа «Цзинь, Пин, Мэй» （〈論《金瓶梅》年表以及年表的混淆問題〉）－ XXVI научная конференция «Общество и государство в Китае». М.: Наука，1995 （《第26屆“中國社會與國家”學術研討會論文集》，1995）。
5. Персонажи романа «Цзинь, Пин, Мэй» （〈《金瓶梅》中的角色研究〉）－ XXVII научная конференция «Общество и государство в Китае». М.: Наука，1996（《第27屆“中國社會與國家”學術研討會論文集》，1996）。
6. Поэзия и музыка в романе «Цзинь, Пин, Мэй»（〈《金瓶梅》之詩辭及音樂〉）XXXI научная конференция «Общество и государство в Китае» М.: Наука，（《第31 屆“中國社會與國家”學術研討會論文集》，莫斯科：科學出版社），2001，頁216-236。
7. От иероглифа к слову (китайская поэзия по-русски)（〈中文詩俄譯法之研究〉），XXXII научная конференция «Общество и государство в Китае». М.: Наука（《第32屆“中國社會與國家”學術研討會論文集》，莫斯科：科學出版社）2002，頁195-213。
8. Четырежды «Четыре печальных стиха» (к вопросу о принципах перевода китайской поэзии) （〈張衡《四愁詩》四種理解與譯注〉），XXXIII научная конференция «Общество и государство в Китае». М.: Наука（《第33屆“中國社會與國家”學術研討會論文集》，莫斯科：科學出版社）2003，頁183-192。
9. Титулатура первого китайского императора（〈秦始皇帝稱號研究〉），IX Всероссийская научная конференция «Философии Восточно-Азиатского региона и мировая цивилизация». М.: ИДВ РАН（《“遠東哲學與世界文明”第十二屆研討會論文集》，莫斯科：遠東研究所）2003，頁172-181。
10. Категория «лин» в чжоуском погребальном ритуале，Всемирный конгресс востоковедов，〈論周喪禮中的“靈”範疇〉“亞非學國際研討會 IKANAS-2004”，莫斯科，2004。

## 外部連結
- 中正大學郭靜云教授[永久]
- 郭靜云教授 in Academia （页面存档备份，存于）